# Stratigraphie (Geologie)
|                                           | Äonothem                                 | Ärathem                                             | System        | Alter (mya) |
| ----------------------------------------- | ---------------------------------------- | --------------------------------------------------- | ------------- | ----------- |
|                                           | P h a n e r o z o i k u m Dauer: 541 Ma  | Känozoikum Erdneuzeit Dauer: 66 Ma                  | Quartär       | 0 ⬍ 2,588   |
| Neogen                                    | P h a n e r o z o i k u m Dauer: 541 Ma  | Känozoikum Erdneuzeit Dauer: 66 Ma                  | 2,588 ⬍ 23,03 |             |
| Paläogen                                  | P h a n e r o z o i k u m Dauer: 541 Ma  | Känozoikum Erdneuzeit Dauer: 66 Ma                  | 23,03 ⬍ 66    |             |
| Mesozoikum Erdmittelalter Dauer: 186,2 Ma | P h a n e r o z o i k u m Dauer: 541 Ma  | Kreide                                              | 66 ⬍ 145      |             |
| Mesozoikum Erdmittelalter Dauer: 186,2 Ma | P h a n e r o z o i k u m Dauer: 541 Ma  | Jura                                                | 145 ⬍ 201,3   |             |
| Mesozoikum Erdmittelalter Dauer: 186,2 Ma | P h a n e r o z o i k u m Dauer: 541 Ma  | Trias                                               | 201,3 ⬍ 251,9 |             |
| Paläozoikum Erdaltertum Dauer: 288,8 Ma   | P h a n e r o z o i k u m Dauer: 541 Ma  | Perm                                                | 251,9 ⬍ 298,9 |             |
| Paläozoikum Erdaltertum Dauer: 288,8 Ma   | P h a n e r o z o i k u m Dauer: 541 Ma  | Karbon                                              | 298,9 ⬍ 358,9 |             |
| Paläozoikum Erdaltertum Dauer: 288,8 Ma   | P h a n e r o z o i k u m Dauer: 541 Ma  | Devon                                               | 358,9 ⬍ 419,2 |             |
| Paläozoikum Erdaltertum Dauer: 288,8 Ma   | P h a n e r o z o i k u m Dauer: 541 Ma  | Silur                                               | 419,2 ⬍ 443,4 |             |
| Paläozoikum Erdaltertum Dauer: 288,8 Ma   | P h a n e r o z o i k u m Dauer: 541 Ma  | Ordovizium                                          | 443,4 ⬍ 485,4 |             |
| Paläozoikum Erdaltertum Dauer: 288,8 Ma   | P h a n e r o z o i k u m Dauer: 541 Ma  | Kambrium                                            | 485,4 ⬍ 541   |             |
| P r ä k a m b r i u m Dauer: 4059 Ma      | P r o t e r o z o i k u m Dauer: 1959 Ma | Neoproterozoikum Jungproterozoikum Dauer: 459 Ma    | Ediacarium    | 541 ⬍ 635   |
| P r ä k a m b r i u m Dauer: 4059 Ma      | P r o t e r o z o i k u m Dauer: 1959 Ma | Neoproterozoikum Jungproterozoikum Dauer: 459 Ma    | Cryogenium    | 635 ⬍ 720   |
| P r ä k a m b r i u m Dauer: 4059 Ma      | P r o t e r o z o i k u m Dauer: 1959 Ma | Neoproterozoikum Jungproterozoikum Dauer: 459 Ma    | Tonium        | 720 ⬍ 1000  |
| P r ä k a m b r i u m Dauer: 4059 Ma      | P r o t e r o z o i k u m Dauer: 1959 Ma | Mesoproterozoikum Mittelproterozoikum Dauer: 600 Ma | Stenium       | 1000 ⬍ 1200 |
| P r ä k a m b r i u m Dauer: 4059 Ma      | P r o t e r o z o i k u m Dauer: 1959 Ma | Mesoproterozoikum Mittelproterozoikum Dauer: 600 Ma | Ectasium      | 1200 ⬍ 1400 |
| P r ä k a m b r i u m Dauer: 4059 Ma      | P r o t e r o z o i k u m Dauer: 1959 Ma | Mesoproterozoikum Mittelproterozoikum Dauer: 600 Ma | Calymmium     | 1400 ⬍ 1600 |
| P r ä k a m b r i u m Dauer: 4059 Ma      | P r o t e r o z o i k u m Dauer: 1959 Ma | Paläoproterozoikum Altproterozoikum Dauer: 900 Ma   | Statherium    | 1600 ⬍ 1800 |
| P r ä k a m b r i u m Dauer: 4059 Ma      | P r o t e r o z o i k u m Dauer: 1959 Ma | Paläoproterozoikum Altproterozoikum Dauer: 900 Ma   | Orosirium     | 1800 ⬍ 2050 |
| P r ä k a m b r i u m Dauer: 4059 Ma      | P r o t e r o z o i k u m Dauer: 1959 Ma | Paläoproterozoikum Altproterozoikum Dauer: 900 Ma   | Rhyacium      | 2050 ⬍ 2300 |
| P r ä k a m b r i u m Dauer: 4059 Ma      | P r o t e r o z o i k u m Dauer: 1959 Ma | Paläoproterozoikum Altproterozoikum Dauer: 900 Ma   | Siderium      | 2300 ⬍ 2500 |
| P r ä k a m b r i u m Dauer: 4059 Ma      | A r c h a i k u m Dauer: 1500 Ma         | Neoarchaikum Dauer: 300 Ma                          |               | 2500 ⬍ 2800 |
| P r ä k a m b r i u m Dauer: 4059 Ma      | A r c h a i k u m Dauer: 1500 Ma         | Mesoarchaikum Dauer: 400 Ma                         |               | 2800 ⬍ 3200 |
| P r ä k a m b r i u m Dauer: 4059 Ma      | A r c h a i k u m Dauer: 1500 Ma         | Paläoarchaikum Dauer: 400 Ma                        |               | 3200 ⬍ 3600 |
| P r ä k a m b r i u m Dauer: 4059 Ma      | A r c h a i k u m Dauer: 1500 Ma         | Eoarchaikum Dauer: 400 Ma                           |               | 3600 ⬍ 4000 |
| P r ä k a m b r i u m Dauer: 4059 Ma      | H a d a i k u m Dauer: 600 Ma            |                                                     |               | 4000 ⬍ 4600 |

Die Stratigraphie (von lateinisch stratum „Schicht“ und -graphie) ist eine Teildisziplin der Geologie, die wichtige Methoden zur Korrelation und relativen Datierung besonders von fossilführenden Sedimentgesteinen, aber auch von fossilfreien Vulkaniten (Lavaströme, Vulkanaschen) zur Verfügung stellt. Sie ist heute in eine Reihe von Teildisziplinen aufgeteilt, deren kombinierter Einsatz (Korrelation) in Verbindung mit der Geochronologie recht genau die relative und absolute Altersbestimmung von Gesteinen und damit eine Rekonstruktion der Erdgeschichte ermöglicht. Für das Gebiet von Deutschland ist die Deutsche Stratigraphische Kommission u. a. für die Koordination der Korrelation der verschiedenen stratigraphischen Einheiten bzw. Einheitensysteme zuständig.

## Ziele
Das Ziel der Stratigraphie ist es, Gesteinskörper anhand der darin enthaltenen organischen und anorganischen Merkmale zeitlich relativ zu ordnen und auch räumlich weit entfernte Gesteinseinheiten miteinander zeitlich in Beziehung zu setzen (Korrelation).
Von lokalen und regionalen Abfolgen ausgehend, sollen diese in die international gebräuchlichen, globalen chronostratigraphischen bzw. geochronologischen Einheiten eingefügt werden.

## Bedeutung
Die Stratigraphie ist als Zweig der historischen Geologie die Grundlage für die Rekonstruktion der Erdgeschichte und der Geschichte des Lebens auf der Erde. Sie dient jedoch vielfach auch der Lösung von allgemeingeologischen Fragen.
Im 19. Jahrhundert wurde erkannt, dass man diese Methode auch auf ganz andere Schichtungen anwenden kann, einschließlich der in ihnen enthaltenen Elemente. Damit wurde die Stratigraphie auch auf die Archäologie übertragen.

## Stratigraphisches Prinzip
Das stratigraphische Prinzip (auch „stratigraphisches Grundgesetz“ oder Lagerungsregel genannt) ist die Grundlage der Stratigraphie: Sedimentschichten im Liegenden („unten“) sind älter als Sedimentschichten im Hangenden („oben“). Dieses Prinzip erkannte bereits Nicolaus Steno im Jahre 1669. Tektonische Vorgänge, ungewöhnliche Ablagerungsräume und Intrusivkörper können diese Regel aber in manchen Fällen durchbrechen. Zu den frühen Stratigraphie-Pionieren zählen in Deutschland im 18. Jahrhundert Georg Christian Füchsel und Johann Gottlob Lehmann.

## Methoden der Stratigraphie

### Unterdisziplinen
- Chronostratigraphie: Die relative Zeitbestimmung anhand von Zeitmarken in Gesteinskörpern. Diese Zeitmarken können das Erstauftreten oder Erlöschen bestimmter Fossilien, Ereignishorizonte, geochemische Marker und auch Polaritätswechsel im Erdmagnetfeld sein (siehe GSSP). Die Chronostratigraphie ist damit einerseits interdisziplinär, andererseits bildet sie das Rahmenwerk, in das die stratigraphischen Schemata, die durch die verschiedenen anderen, im Folgenden gelisteten Methoden der Stratigraphie gewonnen wurden und noch heute weiterentwickelt werden, eingehängt und so miteinander korreliert werden können.
- Biostratigraphie: Die relative Zeitbestimmung bzw. die Gliederung einer Abfolge und Korrelation verschiedener Abfolgen mithilfe von Fossilien. Hier werden in erster Linie die Lebensdauer und das Erstauftreten oder Aussterben von einzelnen Tierarten, seltener auch von Faunengesellschaften herangezogen. Weitere Unterscheidungen:
  - Orthostratigraphie: Gliederung und Korrelation durch verbindlich festgelegte, global verbreitete Leitfossilien
  - Parastratigraphie: Gliederung und Korrelation durch nur regional vorkommende oder an eine bestimmte Fazies gebundene Leitfossilien
- Lithostratigraphie: Gliederung und Korrelation nach unterscheidbaren Gesteinseinheiten. Sie wird in erster Linie zur Kartierung und Darstellung von Gesteinseinheiten in einer geologischen Karte benutzt.
- Sequenzstratigraphie: Gliederung und Korrelation mithilfe von Sedimentationseinheiten (Sequenzen), die durch Schwankungen des relativen Meeresspiegels erzeugt wurden, bzw. deren isochronen Grenzflächen
- Eventstratigraphie: Gliederung und Korrelation mithilfe besonderer Markerschichten, die jeweils infolge bestimmter Einzelereignisse (engl. events), entstanden sind. Zu solchen Ereignissen Stürme (siehe Tempestit), Tsunamis (siehe Tsunamit) und Vulkanausbrüche (siehe Vulkanische Asche – die Gliederung und Korrelation sedimentärer Abfolgen mithilfe vulkanischer Ascheschichten wird auch als Tephrostratigraphie bezeichnet), aber auch biologische Ereignisse wie etwa Häufigkeitsmaxima im Auftreten einer bestimmten Art (engl. acme occurences) oder Faunenwechsel.
- Pedostratigraphie: Gliederung und Korrelation mithilfe fossiler Böden
- Magnetostratigraphie: Gliederung und Korrelation mithilfe der im Gestein überlieferten Polarität des Erdmagnetfeldes zur Zeit seiner Bildung (normal oder invers)
- Isotopenstratigraphie: Gliederung und Korrelation mithilfe von Anomalien der Isotopenverhältnisse in Sedimentgesteinen, in der Regel Isotope der Elemente Sauerstoff (δ18O), Kohlenstoff (δ13C) und Schwefel (δ34S)
- Allostratigraphie: Gliederung der Gesteine aufgrund quasi-isochroner Ereignisse
- Chemostratigraphie: Gliederung und Korrelation aufgrund von Variationen in der chemischen Zusammensetzung

### Verbindung mit der Geochronologie
Die Geochronologie beschäftigt sich mit der absoluten Zeitbestimmung der erdgeschichtlichen Vergangenheit. Sie ist im Prinzip eine von der Stratigraphie unabhängige Disziplin, die Datierung von Gesteinen ist jedoch nur in Verbindung mit der Stratigraphie sinnvoll.
Zwei Beispiele für geochronologische Methoden:
- Die Dendrochronologie erlaubt unter Umständen eine jahrgenaue Datierung der untersuchten Hölzer. Sie ist jedoch nur in dem geologisch sehr kurzen Zeitraum der letzten 12.000 Jahre (d. h. nur im Holozän) einsetzbar. Sie ist besonders in der archäologischen Stratigraphie ein wichtiges Hilfsmittel zur Datierung der Schichten.
- Auch die Warvenchronologie ermöglicht im Idealfall eine jahrgenaue Altersbestimmung. Sie ist in Schweden auf die letzten 10.000 Jahre beschränkt, in der Eifel auf die letzten 23.000 Jahre. In einzelnen Seen sind jedoch Datierungen bis 76.000 Jahre vor heute gelungen.
- Die Tephrochronologie steht in enger Beziehung zur Tephrostratigraphie.

## Geologische Zeitskala
Die verschiedenen Methoden der Stratigraphie haben mittlerweile eine sehr detaillierte relative Zeitskala der Erdgeschichte ergeben. Um diese relativen Zeitabschnitte jedoch in eine absolute Zeitskala einzuordnen, reichen die Methoden der Stratigraphie nicht aus. Die Forscher des späten 18. und des 19. Jahrhunderts setzten erstmals die Vorstellung durch, dass die Erde nicht innerhalb weniger tausend Jahre entstanden ist. Sie konnten zunächst jedoch nur schätzen, in welchen Zeiträumen die Erde und das Leben auf ihr tatsächlich entstanden ist.
Im 20. Jahrhundert ermöglichte die Entdeckung der radioaktiven Zerfallsprozesse durch Henri Becquerel und der daraus abgeleiteten radiometrischen Altersbestimmungen eine Methode der absolut-zeitlichen Bestimmung von Gesteinen. Die inzwischen entwickelten verschiedenen Methoden der radiometrischen Altersbestimmungen erlauben inzwischen eine verhältnismäßig genaue absolute Altersbestimmung der Ereignisse der Erdgeschichte. Die Genauigkeit nimmt jedoch mit zunehmendem Alter der Gesteine immer mehr ab. Die durch die verschiedenen Methoden der Stratigraphie erstellte relative Zeitskala behält aber weiterhin ihre Gültigkeit, da die verschiedenen stratigraphischen Methoden eine wesentlich genauere Gliederung und Unterteilung der Erdgeschichte ermöglichen als nur die Geochronologie allein.